# Судзуки, Ю
Ю Судзуки (яп. 鈴木 裕 Судзуки Ю, род. 10 июня 1958, Камаиси, префектура Иватэ, Япония) — японский геймдизайнер, продюсер и глава YS Net.

## Биография
Ю Судзуки родился 10 июня 1958 года в семье преподавателей. Есть младшая сестра — Юка, сейчас она учитель танцев. В молодом возрасте, отец Ю прививал интерес ребёнка к музыке и искусству, который останется с ним на всю жизнь. Он также интересовался моделями зданий, автомобилей, домов. Работал с пластиковыми блоками, а также у него проявилась страсть к рисованию.
В подростковом возрасте Судзуки хотел стать иллюстратором, а затем стоматологом. Однако последняя мечта была недолгой, так как он не прошёл необходимого экзамена для стоматологической школы.
В 1980 году закончил Национальный университет Окаямы, став по профессии программистом. После окончания университета он заинтересовался музыкой. Он играл на гитаре в музыкальном клубе «Мускат» в Okayama Ridai.

### Работа вSega
В 1983 году стал работать в Sega в качестве программиста. Его первой работой стала игра Champion Boxing на первую консоль Sega SG-1000.
Совместно с AM2, в 1985 году была выпущена игра Hang-On, которая стала прорывом в истории компьютерных игр: теперь управлять игрой нужно было настоящим мотоциклом. В ней использовались 2.5D спрайты, и она стала первой игрой для аркадных автоматов, использующей постоянную кадровую частоту.
Через год была выпущена игра Out Run. В игре была использована технология масштабирования двухмерных объектов на экране автомата в трёхмерные, которая считалась одной из передовых в течение долгого времени. Популярность игры была вызвана инновационным движком, возможностью выбора музыки и пути движения. Важную роль сыграла и графика, вид сзади машины, который дал игрокам большее ощущение скорости, чем в большинстве ранее выпущенных гоночных игр, где использовался вид сверху. Саундтрек давал возможность выбрать одну из трех звуковых дорожек, которые передавались по игровому радио через воображаемые радиоканалы частотной модуляции, полученные радиоприемником в Ferrari Testarossa. Игра стала одним из аркадных хитов, и считается одной из лучших гоночных игр для аркадных автоматов.
Судзуки изобрёл новый аркадный кабинет с гироскопом для игры After Burner — G-LOC, который поворачивается на 360 градусов, чтобы дать игрокам реалистичные иллюзии полета в истребителе.
В 1992 году была разработана Virtua Racing — первая гоночная 3D игра, а через год был выпущен первый 3D файтинг Virtua Fighter. Впервые за все время, японские игры стали частью постоянного исследования Смитсоновского института по инновации в информационной технологии, и в настоящее время охраняются в Национальном Смитсоновском музее американской истории в Вашингтоне.
На игровую консоль Dreamcast выходит игра под названием Shenmue — новый стиль приключенческих игр. Для неё Судзуки изобрёл новый жанр — FREE (Full Reactive Eyes Entertainment). Бюджет игры составил 70 млн $, что делает игру одной из самых дорогих в истории. Однако в интервью Судзуки ответил, что бюджет игры составил всего 47 млн $.
Одним из наиболее заметных аркадных игр, разработанных Ю, была Ferrari F355 Challenge — гоночный симулятор, созданный при активном сотрудничестве с Ferrari. Сама игра привлекла внимание не только игровую индустрию в целом, но и автомобильную промышленность. На одной из пресс-конференций Судзуки заявил, что сам Рубенс Баррикелло, действующий пилот Формулы-1 (выступающий тогда за команду Ferrari), заказал себе копию игры.
Весной 2009 года прошёл слух, что Судзуки уходит на пенсию после 26 лет работы в Sega. Однако эти слухи компания Sega опровергла.
В 2010 году совместно с Sunsoft и YS Net (новая студия Ю) был выпущен спин-офф серии игр Shenmue Shenmue City.
15 сентября 2011 года Ю Судзуки покинул Sega, чтобы сосредоточиться на своей студии YS Net, но сохранил пост консультанта.

## Увлечения
Кроме программирования Ю увлекается философией, рисованием и математикой.

## Игры, в разработке которых принимал участие
| Название игры                 | Год             | Платформа | Должность                   |
| ----------------------------- | --------------- | --- | --------------------------- |
| Champion Boxing               | 1984            | --- | Продюсер / Руководитель     |
| Champion Pro Wrestling        | 1985            | --- | Продюсер / Руководитель     |
| Space Harrier                 | 1985            | Sega Space Harrier hardware                                                                                             | Продюсер / Руководитель     |
| Hang-On                       | 1985            | Sega Space Harrier hardware                                                                                             | Продюсер / Руководитель     |
| Out Run                       | 1986            | Sega Out Run hardware                                                                                                   | Продюсер / Руководитель     |
| Super Hang-On                 | 1986            | Sega Space Harrier hardware                                                                                             | Продюсер                    |
| Enduro Racer                  | 1986            | Sega Space Harrier hardware                                                                                             | Продюсер / Руководитель     |
| After Burner                  | 1987            | Sega X Board | Продюсер / Руководитель     |
| After Burner II               | 1987            | Sega X Board | Продюсер / Руководитель     |
| Power Drift                   | 1988            | Sega Y Board | Продюсер / Руководитель     |
| Turbo Outrun                  | 1989            | Sega Out Run hardware                                                                                                   | Продюсер                    |
| G-LOC: Air Battle             | 1990            | Sega Y Board | Продюсер / Руководитель     |
| Virtua Racing                 | 1992            | Sega Model 1 | Продюсер / Руководитель     |
| Virtua Fighter                | 1993            | Sega Model 1 | Руководитель                |
| Virtua Cop                    | 1994            | Sega Model 2 | Продюсер                    |
| Virtua Fighter 2              | 1994            | Sega Model 2 | Продюсер / Руководитель     |
| Virtua Cop 2                  | 1995            | Sega Model 2 | Продюсер                    |
| Fighting Vipers               | 1995            | Sega Model 2, Sega Saturn                                                                                               | Продюсер                    |
| Virtua Fighter 3              | 1996            | Sega Model 3 | Продюсер                    |
| Sonic the Fighters            | 1996            | Sega Model 2 | Продюсер                    |
| Virtua Fighter Kids           | 1996            | Sega Saturn, Sega Titan Video                                                                                           | Продюсер                    |
| Fighters Megamix              | 1996            | Sega Saturn, Game.com                                                                                                   | Продюсер                    |
| Scud Race                     | 1996            | Sega Model 3 Step 1.5                                                                                                   | Особая благодарность        |
| Virtua Fighter 3 Team Battle  | 1997            | Sega Model 3, Dreamcast                                                                                                 | Продюсер                    |
| Ferrari F355 Challenge        | 1999            | Sega NAOMI | Продюсер / Руководитель     |
| Shenmue                       | 1999            | Dreamcast | Продюсер / Руководитель     |
| D-2                           | 1999            | Dreamcast | Особая благодарность        |
| Shenmue II                    | 2001            | Dreamcast, Xbox | Продюсер / Руководитель     |
| Propeller Arena               | Отменена в 2001 | Dreamcast | Продюсер                    |
| Virtua Fighter 4              | 2001            | Sega NAOMI 2, PS2 | Исполнительный руководитель |
| Suzuki Yu — Game Works Vol. 1 | 2002            | Dreamcast |                             |
| Virtua Fighter 4 Evolution    | 2002            | Sega NAOMI 2 / PS2 | Исполнительный руководитель |
| Virtua Fighter 4 Final Tuned  | 2003            | Sega NAOMI 2 | Продюсер                    |
| Devastation                   | 2003            | Windows | Особая благодарность        |
| Propeller Arena               | 2003            | Dreamcast | Руководитель                |
| Virtua Cop 3                  | 2003            | Sega Chihiro | Руководитель                |
| OutRun 2                      | 2003            | Sega Chihiro | Продюсер                    |
| Psy-Phi                       | Отменена в 2005 | Sega Lindbergh | Продюсер                    |
| Shenmue Online                | Отменена в 2006 | PC | Руководитель                |
| Sega Race TV                  | 2008            | Sega Lindbergh | Продюсер                    |
| Sonic & Sega All-Stars Racing | 2010            | Xbox 360, PlayStation 3, Wii, Nintendo DS, Windows, мобильные телефоны, аркадный автомат, Windows Phone 7, iPhone, iPad | Особая благодарность        |
| Shenmue City                  | 2010            | Yahoo Mobage Service | Руководитель                |
| Cool Champ                    | 2012            | iOS | Руководитель                |
| Shooting Wars                 | 2012            | iOS | Руководитель                |
| Shenmue III                   | 2019            | Windows, PlayStation 4                                                                                                  | Продюсер, руководитель      |

## Критика
В 2003 году Ю Судзуки стал шестым человеком в Академии интерактивных искусств и наук. Сайт IGN поставил Судзуки на 9 место в списке «Топ 100 величайших создателей игр за всё время».